# Србија на Песми Евровизије 2025.
Србија учествује на Песми Евровизије 2025. у Базелу, у Швајцарској, са песмом Мила коју изводи Принц. Српски емитер, Радио-телевизија Србије (РТС), организовао национално финале Песма за Евровизију ’25 како би одабрао српску песму за такмичење 2025.

## Позадина
Пре такмичења 2025, Србија је учествовала на Песми Евровизије 16 пута од свог дебија 2007, победивши на такмичењу са песмом Молитва коју изводи Марија Шерифовић. Од 2007, 13 од 16 српских песама се нашло у финалу, не прошавши у финале 2009, 2013. и 2017. Песма Србије за такмичење 2024. је ушла у финале и пласирала се на 17. месту.
Српски емитер, Радио-телевизија Србије, емитује такмичење у Србији и организује процес избора песме. Кроз године, емитер је користио и интерне изборе и национална финала, али примарно ова друга. Од 2007. до 2009, коришћено је такмичење Беовизија, али после више контроверзи и непроласка у финале 2009, РТС је променио своју стратегију и кренуо да бира композиторе који су писали песме за извођаче. После успешног интерног избора 2012, РТС се вратио националном финалу 2013, под именом Беосонг, али Србија није прошла у финале. Године 2014, Србија не учествује на такмичењу због финансијских проблема, а 2015. се враћа на такмичење са избором композитора. После интерних селекција 2016. и 2017, Беовизија се поново користи од 2018. до 2020. Године 2021. је одабран извођач који је требао да наступи 2020. пре отказивања такмичења, а од 2022. организује национално финале Песма за Евровизију.
Дана 18. јула 2024, РТС је потврдио жељу Србије да учествује 2025. и најавио организовање националног финала да се одабере представник.

## Пре Евровизије

### Песма за Евровизију ’25
Треће издање Песме за Евровизију, националног финала Србије за Песму Евровизије, одржано је од 25. до 28. фебруара 2025. међу 3 такмичарских песама.

#### Полуфинала
- Прво полуфинале је одржано 25. фебруара 2025. Песме Шесто чуло коју изводе Бојана x Давид, Meet & Greet коју изводи Filarri, Све и одмах коју изводи група Круз Роуди, Storia del amor коју изводе Милан Николић и Цака, Бринем коју изводи група Ana & The Changes, Трендсетер коју изводи група Исказ, Аладин коју изводи група Harem Girls и Да ми се вратиш коју изводи група Бибер су прошле у финале, док су песме Не могу коју изводи Игор Симић, Теби треба неко као ја коју изводи група Вампири, Up and Down коју изводи Наташа Којић, AI коју изводи бенд Тропико, Камелеон коју изводи Jelena Aleen,  коју изводи Мила Николић и У град коју изводи Антон елиминисане из такмичења.[6]
- Друго полуфинале је одржано 26. фебруара 2025. Песме Мила коју изводи Принц, По полицама сећања коју изводи група Маршали, Дурум дурум коју изводи Там, Хвала ти коју изводи Lensy, Очи боје земље коју изводи Седлар, Турбо журка коју изводи Мими Мерцедез, МаМа коју изводи група Охајо и Mask коју изводи Vukayla су прошле у финале, док су Ла ла ла коју изводи Ивана Штрбац, Ролеркостер коју изводи Џет Вега, Богиња коју изводи Душан Куртић, Ја сам боља коју изводи Тања Бањанин, До краја времена коју изводи група Gifts & Roses, Жали срце моје коју изводи Маја Николић и Мамурна јутра коју изводи група AltCtrl елиминисане из такмичења.[7]

#### Финале
Финале је одржано 28. фебруара 2025. Победника је одлучила комбинација гласова жирија и публике телегласањем. Победу је однела песма Мила коју је написао Душан Бачић, а коју изводи Принц.
Легенда
  Победник
| #  | Извођач(и)               | Песма              | Жири    | Жири  | Телегласање | Телегласање | Укупно | Пласман |
| #  | Извођач(и)               | Песма              | Гласови | Поени | Гласови     | Поени       | Укупно | Пласман |
| -- | ------------------------ | ------------------ | ------- | ----- | ----------- | ----------- | ------ | ------- |
| 1  |                          | МаМа               | 15      | 4     | 8.634       | 6           | 10     | 7.      |
| 2  | Мими Мерцедез            | Турбо журка        | 20      | 5     | 11.294      | 7           | 12     | 5.      |
| 3  |                          | Mask               | 45      | 12    | 5.190       | 4           | 16     | 3.      |
| 4  | Ana & The Changes        | Бринем             | 15      | 3     | 1.479       | 0           | 3      | 10.     |
| 5  | Бибер                    | Да ми се вратиш    | 11      | 1     | 1.034       | 0           | 1      | 14.     |
| 6  | Бојана Давид             | Шесто чуло         | 9       | 0     | 33.132      | 12          | 12     | 4.      |
| 7  | Маршали                  | По полицама сећања | 6       | 0     | 5.003       | 3           | 3      | 9.      |
| 8  | Принц                    | Мила               | 42      | 10    | 12.413      | 8           | 18     | 1.      |
| 9  | Седлар                   | Очи боје земље     | 39      | 8     | 637         | 0           | 8      | 8.      |
| 10 |                          | Хвала ти           | 11      | 2     | 2.029       | 0           | 2      | 12.     |
| 11 | Милан Николић feat. Цака | Storia del amor    | 0       | 0     | 688         | 0           | 0      | 16.     |
| 12 | Harem Girls              | Аладин             | 29      | 7     | 15.871      | 10          | 17     | 2.      |
| 13 | Там                      | Дурум дурум        | 21      | 6     | 7.883       | 5           | 11     | 6.      |
| 14 |                          | Meet & Greet       | 8       | 0     | 2.402       | 1           | 1      | 13.     |
| 15 | Исказ                    | Трендсетер         | 11      | 0     | 3.278       | 2           | 2      | 11.     |
| 16 | Круз Роуди               | Све и одмах        | 8       | 0     | 1.488       | 0           | 0      | 15.     |

### Промоција
Као део промоције свог учешћа на такмичењу, Принц је учествовао на евровизијским пред-журкама у Лондону 13. априла и PrePartyES у Мадриду одржан 19. априла 2025.

## На Евровизији
Песма Евровизије 2025. ће се одржати у Санкт Џакобсхали, у Базелу, у Швајцарској и састојати од два полуфинала 13. и 15. маја и финала 17. маја 2025. Све државе осим чланица „велике петорке” и земље домаћина морају да прођу кроз једно од два полуфинала; из сваког, по 10 држава улази у финале. Дана 28. јануара 2025, одржан је жреб којим је одлучен састав полуфинала, као и у којој половини сваког полуфинала која држава наступа. Европска радиодифузна унија (ЕРУ) је поделила државе у различите шешире на основу историјских шаблона гласања и географских положаја, где су државе са повољним шаблонима гласања једне за друге стављене у исти шешир. Србија је жребана у другу половину другог полуфинала. Продуценти такмичења су потом одлучили редослед наступа; Србија наступа на позицији број 15, после Немачке (предквалификована), а пре Финске.
У Србији, све 3 вечери се емитују на РТС 1 и РТС Свет.

### Наступ
Принц је учествовао на техничким пробама 6. маја и 9. маја, које су праћене генералним пробама 14. и 15. маја. Сценографија његове песме Мила на такмичењу се састојао од Принца и плесача. Он је носио црвено одело, а плесачи црне костиме. Плесачи су изводили модерну плесну рутину. Током једног момента, плесачи вуку Принца по сцени. Под је покривала магла, а током последњег рефрена су коришћени бацачи пламена.

### Полуфинале
Србија наступа на позицији 15, после наступа са Кипра, а пре наступа из Литваније. Током полуфинала, Србија није прозвана као финалиста. После финала, откривено је да се Србија пласирала на 14. месту од 16 држава, најгори пласман Србије до 2025.

### Гласање

#### Поени додељени Србији
| Поени    | Телегласање       |
| -------- | ----------------- |
| 12 поена | Црна Гора         |
| 10 поена | Аустрија          |
| 8 поена  |                   |
| 7 поена  |                   |
| 6 поена  |                   |
| 5 поена  |                   |
| 4 поена  | Француска         |
| 3 поена  |                   |
| 2 поена  |                   |
| 1 поен   | - Немачка - Грчка |

#### Поени које је доделила Србија
| Поени    | Телегласање |
| -------- | ----------- |
| 12 поена | Црна Гора   |
| 10 поена | Грчка       |
| 8 поена  | Финска      |
| 7 поена  | Израел      |
| 6 поена  | Аустрија    |
| 5 поена  | Литванија   |
| 4 поена  | Летонија    |
| 3 поена  | Луксембург  |
| 2 поена  | Малта       |
| 1 поен   | Јерменија   |

| Поени    | Телегласање | Жири       |
| -------- | ----------- | ---------- |
| 12 поена | Естонија    | Француска  |
| 10 поена | Аустрија    | Немачка    |
| 8 поена  | Грчка       | Аустрија   |
| 7 поена  | Шведска     | Швајцарска |
| 6 поена  | Финска      | Грчка      |
| 5 поена  | Немачка     | Данска     |
| 4 поена  | Албанија    | Украјина   |
| 3 поена  | Норвешка    | Естонија   |
| 2 поена  | Израел      | Јерменија  |
| 1 поен   | Малта       | Летонија   |

#### Детаљно гласање Србије
Чланови српског жирија су били:
- Александар Хабић
- Лука Јовановић (Luxonee)
- Бојана Стаменов
- Ивана Петерс
- Олга Бисерчић

| #  | Држава     | Телегласање | Телегласање |
| #  | Држава     | Ранг        | Поени       |
| -- | ---------- | ----------- | ----------- |
| 01 | Аустралија | 13.         |             |
| 02 | Црна Гора  | 1.          | 12          |
| 03 | Ирска      | 11.         |             |
| 04 | Летонија   | 7.          | 4           |
| 05 | Јерменија  | 10.         | 1           |
| 06 | Аустрија   | 5.          | 6           |
| 07 | Грчка      | 2.          | 10          |
| 08 | Литванија  | 6.          | 5           |
| 09 | Малта      | 9.          | 2           |
| 10 | Грузија    | 15.         |             |
| 11 | Данска     | 14.         |             |
| 12 | Чешка      | 12.         |             |
| 13 | Луксембург | 8.          | 3           |
| 14 | Израел     | 4.          | 7           |
| 15 | Србија     |             |             |
| 16 | Финска     | 3.          | 8           |

| #  | Држава               | Жири   | Жири   | Жири   | Жири   | Жири   | Жири        | Жири  | Телегласање | Телегласање |
| #  | Држава               | Члан А | Члан Б | Члан Ц | Члан Д | Члан Е | Ранг жирија | Поени | Ранг        | Поени       |
| -- | -------------------- | ------ | ------ | ------ | ------ | ------ | ----------- | ----- | ----------- | ----------- |
| 01 | Норвешка             | 18.    | 26.    | 22.    | 25.    | 15.    | 22.         |       | 8.          | 3           |
| 02 | Луксембург           | 23.    | 12.    | 11.    | 16.    | 13.    | 14.         |       | 20.         |             |
| 03 | Естонија             | 8.     | 18.    | 5.     | 6.     | 12.    | 8.          | 3     | 1.          | 12          |
| 04 | Израел               | 17.    | 11.    | 7.     | 13.    | 7.     | 11.         |       | 9.          | 2           |
| 05 | Литванија            | 26.    | 21.    | 26.    | 20.    | 26.    | 25.         |       | 14.         |             |
| 06 | Шпанија              | 16.    | 9.     | 13.    | 9.     | 25.    | 12.         |       | 18.         |             |
| 07 | Украјина             | 5.     | 7.     | 9.     | 10.    | 10.    | 7.          | 4     | 21.         |             |
| 08 | Уједињено Краљевство | 14.    | 10.    | 15.    | 19.    | 19.    | 15.         |       | 24.         |             |
| 09 | Аустрија             | 4.     | 4.     | 3.     | 5.     | 2.     | 3.          | 8     | 2.          | 10          |
| 10 | Исланд               | 24.    | 25.    | 23.    | 26.    | 24.    | 26.         |       | 15.         |             |
| 11 | Летонија             | 10.    | 13.    | 14.    | 8.     | 4.     | 10.         | 1     | 17.         |             |
| 12 | Холандија            | 15.    | 15.    | 21.    | 12.    | 14.    | 16.         |       | 12.         |             |
| 13 | Финска               | 22.    | 17.    | 17.    | 21.    | 17.    | 21.         |       | 5.          | 6           |
| 14 | Италија              | 7.     | 14.    | 16.    | 18.    | 16.    | 13.         |       | 11.         |             |
| 15 | Пољска               | 25.    | 16.    | 20.    | 24.    | 22.    | 23.         |       | 16.         |             |
| 16 | Немачка              | 2.     | 2.     | 1.     | 2.     | 6.     | 2.          | 10    | 6.          | 5           |
| 17 | Грчка                | 13.    | 8.     | 4.     | 3.     | 3.     | 5.          | 6     | 3.          | 8           |
| 18 | Јерменија            | 9.     | 6.     | 8.     | 11.    | 9.     | 9.          | 2     | 19.         |             |
| 19 | Швајцарска           | 3.     | 3.     | 10.    | 7.     | 5.     | 4.          | 7     | 22.         |             |
| 20 | Малта                | 19.    | 20.    | 25.    | 14.    | 11.    | 18.         |       | 10.         | 1           |
| 21 | Португал             | 12.    | 22.    | 19.    | 15.    | 21.    | 15.         |       | 26.         |             |
| 22 | Данска               | 6.     | 5.     | 6.     | 4.     | 8.     | 6.          | 5     | 25.         |             |
| 23 | Шведска              | 11.    | 19.    | 18.    | 17.    | 18.    | 17.         |       | 4.          | 7           |
| 24 | Француска            | 1.     | 1.     | 2.     | 1.     | 1.     | 1.          | 12    | 13.         |             |
| 25 | Сан Марино           | 20.    | 23.    | 12.    | 23.    | 23.    | 20.         |       | 23.         |             |
| 26 | Албанија             | 21.    | 24.    | 24.    | 22.    | 20.    | 24.         |       | 7.          | 4           |